# Kaysone Phomvihane (stad)
Kaysone Phomvihane (Laotiaans: ໄກສອນ ພົມວິຫານ) is de op twee na grootste stad van Laos en hoofdstad van de provincie Savannakhet. De stad heet in de volksmond Savannakhet, soms afgekort tot (Muang) Savan. Voorheen heette het Muang Khanthabouli (ຄັນທະບູລີ). In 2005 werd het stadsdistrict vernoemd naar de voormalige president Kaysone Phomvihane, die in de stad geboren is.

## Demografie
Kaysone Phomvihane telde 58.500 inwoners bij de laatste volkstelling (1995). De bevolking wordt nu geschat op ruim 66.000 inwoners, waarmee het de derde stad van Laos is (na Vientiane en Pakse). Zoals bij veel steden in Laos, bestaat de bevolking in Kaysone Phomvihane uit een mix van mensen uit voornamelijk Laos, Vietnam en China.

## Economie
Hoewel het voormalige Frans koloniale deel van de stad (gelegen aan de Mekong) in verval is geraakt, kreeg de economie van Kaysone Phomvihane in 2007 een nieuwe impuls door de opening van de Tweede Thais-Laotiaanse Vriendschapsbrug die de stad verbindt met de Thaise provincie Mukdahan. Door de bouw van de brug is de stad tevens een hub geworden tussen Thailand en Vietnam. In 2008 werd begonnen met de realisatie van 'Savan Park', een commerciële / industriële zone welke zich acht kilometer buiten het centrum bevindt op de weg naarSeno. De stad heeft verder een vliegveld met onder andere vluchten van/naar Bangkok, Vientiane en Pakse.

## Religie
De stad telt ruim tien boeddhistische tempels, waaronder de 15e-eeuwse tempel Wat Sainyaphum. Ook is er een Chinese tempel, een Vietnamese tempel, een katholieke kerk en een moskee. Op circa vijftien kilometer buiten de stad bevindt zich de 16e-eeuwse That Ing Hang stoepa welke bezocht wordt door boeddhistische pelgrims uit heel Laos en Thailand.